# 大花溲疏
大花溲疏（学名：Deutzia grandiflora），为虎耳草科溲疏属下的一个植物种。种名grandiflora意为“大花的”。